# فوركال
بلدية فُركَل أو (نقحرة: فوركال) (بالإسبانية: Forcall)‏، هي إحدى بلديات مقاطعة قسطلونة التي تقع في منطقة بلنسية، في شرق إسبانيا.
يبلغ عدد سكانها 542 نسمة وفقاً لإحصائية سنة (2006).